# Barrett Firearms Manufacturing
Pour les articles homonymes, voir Barrett.
Barrett Firearms Manufacturing est un fabricant d'armes à feu et de munitions américain basé à Christiana (en), dans le Tennessee.
Il a été fondé en 1982 par Ronnie Barrett (en) dans le seul but de construire des fusils semi-automatiques chambré avec des munitions .50 BMG (12,7 × 99 mm OTAN), initialement développé et utilisé par les mitrailleuses Browning M2.

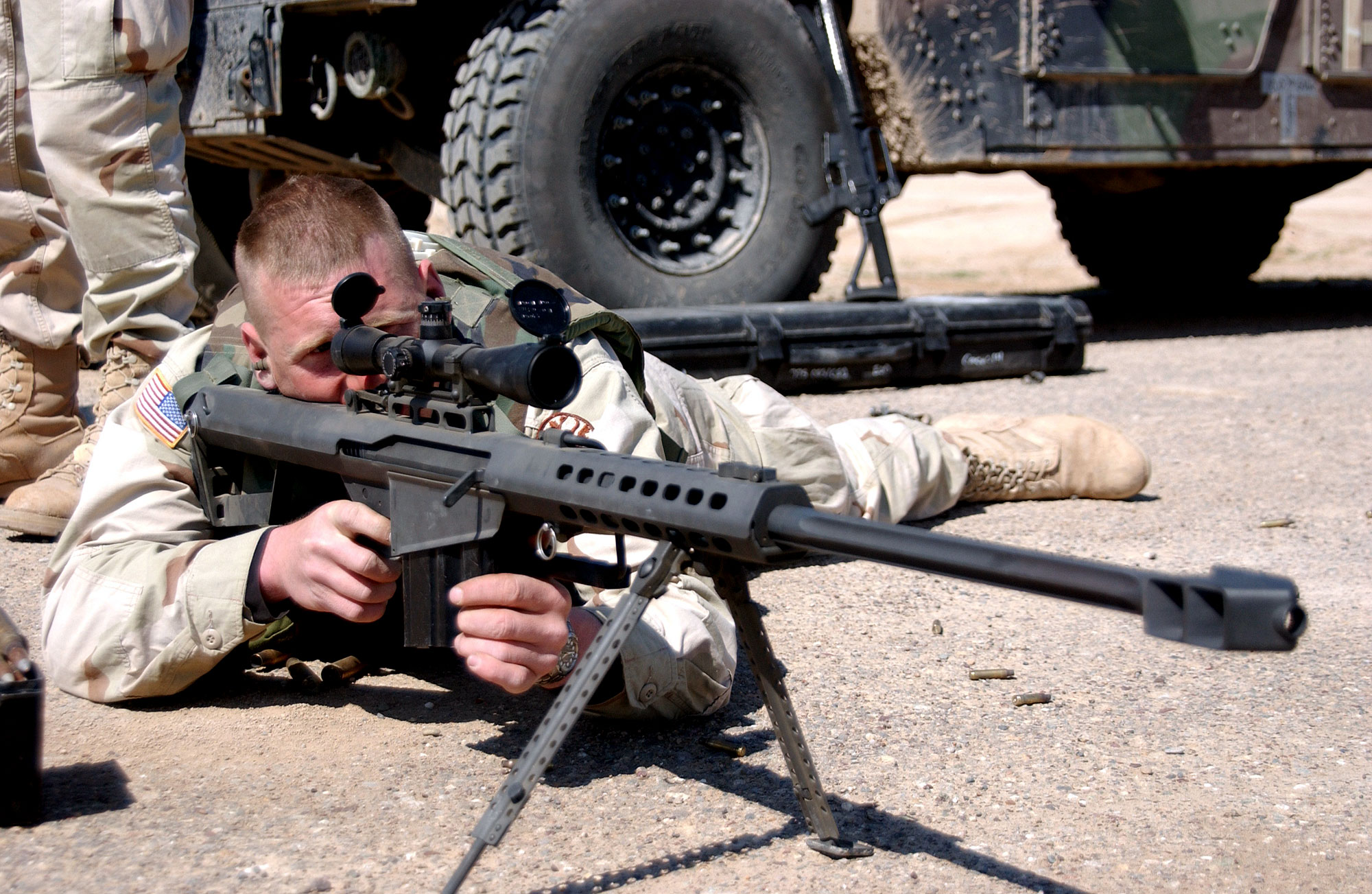
Barrett M82.